# Steven Levenson
Pour les articles homonymes, voir Levenson.
Steven Levenson, né en mai 1984, est un dramaturge et écrivain de télévision américain.
Il a remporté le Tony Award 2017 Tony Award du meilleur livret de comédie musicale pour Dear Evan Hansen.

## Biographie
Steven Levenson grandit à Bethesda, au Maryland. Il est élevé dans une famille juive réformée,. Il fréquente l'école épiscopale St. Andrew's et l'université Brown. Il étudie d'abord le théâtre et l'anglais mais se tourne ensuite vers l'écriture dramatique. En discutant de ses intérêts dans l'écriture, il déclare : « ... il semble qu'une grande partie de mon travail tende à aller dans cette direction [familiale]. Je trouve que la dynamique au sein de la famille est fascinante et variable à l'infini. La famille est, évidemment, parmi les expériences les plus universelles ». Bien qu'il écrive aussi bien pour la télévision que pour la scène, il a déclaré : « Le théâtre sera toujours mon premier amour ».
Steven Levenson a écrit le livret de la comédie musicale Dear Evan Hansen qui a débuté à Broadway en décembre 2016, après sa première à l'Arena Stage à Washington DC en 2015.
Ses crédits d'écriture dramatique incluent The Language of Trees (2008, Roundabout Theatre Company Black Box Theatre) et Seven Minutes in Heaven (2009),.
The Unavoidable Disappearance of Tom Durnin est produit Off-Broadway par la Roundabout Theatre Company au Laura Pels Theatre, ouverture en juin 2013. La pièce est produite dans le cadre de la New Play Initiative du Roundabout Theatre,.
Sa pièce If I Forget ouvre Off-Broadway au Laura Pels Theatre le 22 février 2017 et s'est terminée le 30 avril 2017. Mise en scène par Daniel Sullivan, le casting comprenait Jeremy Shamos, Kate Walsh et Maria Dizzia.
Sa pièce Days of Rage débute au Tony Kiser Theatre du Off-Broadway Second Stage Theatre le 2 octobre 2018 sous la direction de Trip Cullman. La pièce concerne les militants de la fin des années 1960. Days of Rage a déjà été présenté au Hartford Stage Brand New Play Festival lors d'une lecture en novembre 2011, dirigée par Darko Tresnjak,.

### Télévision
Il a écrit pour la série Showtime Masters of Sex, qui a duré quatre saisons, de 2013 à 2016.
Il a été showrunner pour la mini-série biographique FX Fosse/Verdon sur la vie du réalisateur-chorégraphe Bob Fosse et de l'acteur-chanteur Gwen Verdon. La série a été créée en 2019.

### Cinéma

#### Scénariste
- 2021 : Cher Evan Hansen de Stephen Chbosky (basé sur sa comédie musicale et celle de Pasek & Paul, également producteur exécutif)
- 2021 : Tick, Tick... Boom! de Lin Manuel Miranda (sorti sur Netflix et certains cinémas, également producteur exécutif)
- À déterminer : Un violon sur le toit de Thomas Kail[14],[15]

## Vie privée
Levenson est marié à Whitney May, qui a travaillé dans l'histoire de l'art et l'histoire du design. Ils ont une fille, née en 2015.

## Récompenses et nominations
| Année | Œuvre                                       | Prix                                    | Catégorie                                                                    | Résultat   | Réf.   |
| ----- | ------------------------------------------- | --------------------------------------- | ---------------------------------------------------------------------------- | ---------- | ------ |
| 2014  | The Unavoidable Disappearance of Tom Durnin | Outer Critics Circle Awards             | Prix John Gasner                                                             | Lauréat    | [ 16 ] |
| 2016  | Dear Evan Hansen                            | Prix Obie                               | Théâtre musical                                                              | Lauréat    | [ 17 ] |
| 2016  | Dear Evan Hansen                            | Outer Critics Circle Awards             | Livre exceptionnel d'une comédie musicale (Broadway ou Off-Broadway)         | Lauréat    |        |
| 2017  | Dear Evan Hansen                            | Prix Tony                               | Tony Award du meilleur livret de comédie musicale                            | Lauréat    | [ 18 ] |
| 2017  | If I Forget                                 | Drama Desk Awards                       | Pièce exceptionnelle                                                         | Nomination |        |
| 2017  | If I Forget                                 | Drama League Awards                     | Production exceptionnelle d'une pièce de théâtre                             | Nomination |        |
| 2017  | If I Forget                                 | Outer Critics Circle Awards             | Nouvelle pièce exceptionnelle hors Broadway                                  | Lauréat    |        |
| 2019  | Fosse/Verdon                                | 71e cérémonie des Primetime Emmy Awards | Série limitée exceptionnelle                                                 | Nomination | [ 19 ] |
| 2019  | Fosse/Verdon                                | 71e cérémonie des Primetime Emmy Awards | Primetime Emmy Award du meilleur scénario pour une mini-série ou un téléfilm | Nomination | [ 19 ] |
| 2021  | Tick, Tick... Boom!                         | Prix du film HCA                        | Meilleur scénario adapté                                                     | Nomination | [ 20 ] |
| 2021  | Tick, Tick... Boom!                         | Writers Guild of America Awards         | Meilleur scénario adapté                                                     | Nomination | [ 21 ] |